# Samodzielny Syberyjski Batalion Oficerski
Samodzielny Syberyjski Batalion Oficerski (ros. Отдельный Сибирский офицерский батальон) – oddział wojskowy Białych podczas wojny domowej w Rosji.
W czerwcu 1919 r. w Taganrogu gen. Gieorgij P. Gattenberg, wysłannik adm. Aleksandra W. Kołczaka, rozpoczął rejestrację oficerów, służących wcześniej w syberyjskich oddziałach armii carskiej, którzy mieli być odesłani do wojsk kołczakowskich. Na pocz. października 1919 r. został sformowany Samodzielny Syberyjski Batalion Oficerski. W jego skład wchodziły cztery kompanie bojowe, kompania nieuzbrojonych oficerów, pododdział karabinów maszynowych i pododdział gospodarczy. Miał on być na parochodzie „Херсон” przewieziony do Władywostoku. Jednakże z powodu coraz liczniejszych porażek wojsk gen. Antona I. Denikina pozostał na południu Rosji. W listopadzie Batalion koleją skierowano do Noworosyjska, gdzie pełnił zadania wartowniczo-ochronne. W lutym 1920 r. wydzielono z niego oddziały do walki z powstańcami (tzw. „zielonymi”) w rejonie Kabardinka – Gelendżyk – Abrau Durso. Podczas tych ekspedycji karnych zginęło ok. 30 żołnierzy. 9 marca 1920 r., po ewakuacji na Krym, Batalion włączono do 2 Markowskiego Pułku Oficerskiego. Część żołnierzy włączono do 2 Batalionu. Natomiast większość utworzyła 3 Batalion, którego dowództwo objął gen. G.P. Gattenberg. 6 kwietnia tego roku batalion został rozformowany.